# ACN Inc.
ACN, Inc. mit Sitz in Concord, North Carolina, ist ein US-amerikanisches Telekommunikationsunternehmen.

## Geschichte
ACN wurde 1992 von Robert Stevanovski, Greg Provenzano sowie den Zwillingsbrüdern Mike und Tony Cupisz gegründet. In den ersten Jahren hatte American Communications Network einen Umsatz von zwei Millionen Dollar. ACNs ursprüngliches Geschäft war es, Anbieter von Ferngesprächsdiensten für eine Firma namens LCI International zu sein. ACN übernahm den Kundenvertrieb sowie das Marketing. Diese Beziehung dauerte fünf Jahre, bis LCI von Qwest Communications übernommen wurde.
2008 verlegte ACN ihren Sitz von Farmington Hills, Michigan nach Concord, North Carolina.

## Unternehmensform
ACN ist ein Netzwerk-Marketing-Unternehmen, für den Vertrieb der Produkte und Dienste werden ausschließlich selbständige Mitarbeiter eingesetzt, auch „unabhängige Unternehmer“ (UU) genannt. Die Vergütung erfolgt dabei auf Provisionsbasis. Diese Form der Vergütung, bei der ein Repräsentant für einen einmal geworbenen Kunden Monat für Monat wieder bezahlt wird, nennt sich Residualeinkommen und wurde von ACN bereits 1993 eingeführt. Dies wird unter anderem durch die Einsparungen aus dem Verzicht auf Werbung ermöglicht.